# Sperrungen von Internetinhalten in Deutschland
Von der Sperrung von Internetinhalten in Deutschland waren bisher mehrere Websites und Internetdienste aus unterschiedlichen Gründen betroffen. Weitere Sperrungen in größerem Umfang wurden gefordert.

## Bisherige Sperrungen

### Usenet-Sperrungen 1991/1992
In der Ausgabe Dezember 1991 berichtete die Zeitschrift Emma über Pornographie im Usenet, das zur damaligen Zeit in Deutschland fast ausschließlich über Universitäts-Server verteilt wurde. Emma leitete daraus einen „Porno-Skandal“ her, demzufolge Professoren und Studenten die Computertechnik der Universitäten dazu missbrauchten, Pornographie zu konsumieren. Dabei argumentierte Emma, dass diese Daten Bandbreite und Speicherplatz auf steuerfinanzierter Infrastruktur für universitätsfremde Zwecke bänden. Emma wies dabei ablehnend auf sadomasochistische Pornographie hin und belegte dies mit einem Bild des Comiczeichners Dolcett.
In der Folge dieser Veröffentlichung griffen andere Medien – darunter die taz, der Südwestfunk und der Süddeutsche Rundfunk – die von Emma unterstellten Tatsachen und kritischen Folgerungen auf und berichteten in ähnlichem Tenor. Mehrere Universitäten ließen infolge der medialen Berichterstattung aus dem bisher unzensiert weitergeleiteten Usenet bestimmte Gruppen sperren. In einigen Fällen betraf das auch Foren, die nicht der Verbreitung von Pornographie dienten, sondern Diskussionsforen für sexuelle Minderheiten waren.

### Sperrungen gegen www.xs4all.nl (1996/1997)
Anfang April 1997 sperrte das DFN die IP-Adressen des niederländischen Anbieters XS4ALL für einige Tage. Ursache war die Ansicht der Bundesanwaltschaft, dass Provider möglicherweise mit einer Strafverfolgung wegen Beihilfe zu rechnen hätten, wenn sie den Abruf der Zeitschrift Radikal, gegen die zwischen 1984 und 1997 210 Ermittlungsverfahren wegen des Verdachts auf Bildung einer terroristischen Vereinigung durchgeführt wurde, in ihren Datennetzen nicht unterbinden. Die Bundesanwaltschaft hatte zuvor im Dezember 1996 per Rechtshilfe versucht, in den Niederlanden gegen die Ausgabe Nr. 154 der Zeitschrift vorzugehen.
Zuvor im September 1996 hatte eine Selbstkontrolle der Internetwirtschaft, die Internet Content Task Force (ICTF) des Verbandes der deutschen Internetwirtschaft, ECO, ihren angeschlossenen Unternehmen trotz grundsätzlicher Bedenken dagegen eine Sperrung aufgrund möglicher strafrechtlicher Verfolgung empfohlen.
Als Gegenmaßnahme gegen die IP-Sperre begann xs4all.nl zunächst, seine IP-Adresse, ähnlich wie bei dynamischem DNS, regelmäßig zu verändern. Daraufhin wurde die Sperre auf den gesamten von RIPE NCC an xs4all.nl zugewiesenen IP-Bereich erweitert, was zu massivem Overblocking führte.
Aus der weltweiten Ablehnung der Sperre heraus wurde als nächste Stufe die Website von Radikal auf immer mehr Servern als Mirror gespeichert, so dass auch diese Server hätten gesperrt werden müssen. Da auch einige Provider wie T-Online nicht sperrten, stellte die Bundesanwaltschaft in diesem Eskalationsstadium ihren Druck ein.
Im Rahmen dieser Sperraktion wurde auch die Homepage der damaligen stellvertretenden PDS-Vorsitzenden Angela Marquardt wegen eines Links gesperrt und gegen sie vor dem Amtsgericht Tiergarten Anklage erhoben. Das Gericht sprach sie frei.

### Sperrungen in Nordrhein-Westfalen (2001)
Anfang Oktober des Jahres 2001 beschuldigte die Bezirksregierung Düsseldorf unter der Federführung des Regierungspräsidenten Jürgen Büssow (SPD) 56 Internet-Provider, unzulässige Inhalte entsprechend dem Staatsvertrag über Mediendienste zu verbreiten, und forderte die Provider auf, sowohl drei Webseiten mit rechtsextremem Inhalt als auch die Schockerseite rotten.com, die sich unter anderem mit der Darstellung von Terrorismus, brutalen Morden, Suiziden, Grausamkeit oder Vergewaltigung befasst, zu sperren. Dabei wurde den Providern mit einem Bußgeld von bis zu einer Million Mark oder einem gerichtlichen Verfahren gedroht, sollten sie der Aufforderung nicht nachkommen. Zwölf der betroffenen Provider kamen der Aufforderung nach, andere klagten allerdings dagegen. Büssow forderte darüber hinaus eine bundesweit einheitliche Kontrolle des Internets.
Scharf kritisiert wurde die Maßnahme vor allem von Jörg Tauss, dem damaligen Beauftragten für Neue Medien der SPD-Bundestagsfraktion. Auch die damalige Internet-Beauftragte der CDU und spätere Befürworterin von Internetsperren zur Bekämpfung von Kinderpornografie, Martina Krogmann (CDU), verurteilte die Forderungen nach Internetsperren als „populistische(s) Vorgehen“. Sie warnte im Zusammenhang mit damaligen Zensurvorwürfen davor, dass immer mehr „Ahnungslose auf den Vorstoß eines Einzelnen aufspringen“. Dies sei „absurd und schädlich“, würde sich aus „einem Medienbegriff der 70er“ speisen und „dem Internet und der Netzwirtschaft erhebliche Schäden zufügen“.
Da rotten.com nach Protesten von der Sperrung ausgenommen worden und die rechtsextreme Seite Front14 zwischenzeitlich vom Netz gegangen war, blieben nur das Internetforum Stormfront und die Website der NSDAP-Aufbauorganisation des Neonazis Gary Lauck gesperrt.
Im Juni 2005 bestätigte das zuständige Oberverwaltungsgericht die Sperrverfügungen als rechtmäßig.
Eine spätere Analyse offenbarte, dass sämtliche Provider einerseits mehr Inhalte sperrten als vorgeschrieben und andererseits viele die zu sperrenden Inhalte nicht vollständig blockierten. Da die Bezirksregierung Düsseldorf die Sperrverfügungen bislang nicht zurückgenommen hat, dauern die Sperren bis heute an. Die beiden Websites sind allerdings aus dem Netz der deutschen Telekom wieder erreichbar.

### Sperrung mehrerer pornografischer Websites durch Arcor (2007)
Zwischen dem 11. und 17. September 2007 sperrte der deutsche Internetzugangsanbieter Arcor den Zugriff auf YouPorn und weitere Websites mit frei zugänglichem pornografischen Material für alle seine 2,4 Millionen Kunden. Nach Auskunft Arcors erfolgte die Sperrung freiwillig auf die Aufforderung eines Anbieters kostenpflichtigen pornografischen Materials mit der Begründung, die betroffenen Seiten verstießen gegen deutsches Recht zum Jugendmedienschutz, indem sie einen Zugang ohne Altersnachweis ermöglichten.
Die Sperrung wurde wieder aufgehoben, nachdem klar wurde, dass durch die Sperrung der IP-Adressen der gesperrten Sites auch viele weitere Angebote ohne pornografische Inhalte betroffen waren.
Am 19. Oktober 2007 erwirkte die Kirchberg Logistik GmbH (die selbst eine Website mit pornografischen Inhalten betreibt, zum Beispiel Erotikfilme zum Download anbietet) vor dem Landgericht Frankfurt am Main eine einstweilige Verfügung, nach der Arcor den Zugang zu der Website blockieren muss, wobei Arcor diese Sperre mittels DNS-Manipulation realisiert. Daraufhin erfolgten Abmahnungen gegen 19 weitere deutsche Internetdienstanbieter, die diese jedoch nicht zu Zugangssperrungen bewegten, und es wurden einstweilige Verfügungen gegen die Freenet-Tochter KielNET und Tele2 beantragt, um diese Provider wie schon zuvor Arcor zur Implementierung einer Zugangssperre zu zwingen.
Am 23. November lehnte das Landgericht Kiel die von Kirchberg Logistik beantragte einstweilige Verfügung mit der Begründung ab, die Bereitstellung eines Internetzugangs sei inhaltsneutral und KielNET sei demnach nicht für den Inhalt der Seiten verantwortlich. Arcor entschied am Tag zuvor, gegen die erwirkte einstweilige Verfügung rechtlich vorzugehen, da man nicht als einziger Provider zur Sperrung verpflichtet sein wolle. Am 12. Dezember wies auch das Landgericht Düsseldorf den Antrag auf Erlass einer Einstweiligen Verfügung gegen Tele2 zurück und verneinte eine Verkehrssicherungspflicht von Internetzugangsanbietern. Im weiteren Verlauf verweigerten die dritte Zivilkammer des Landgerichts Frankfurt am Main sowie das Oberlandesgericht Frankfurt am Main eine von ueber18.de-Geschäftsführer Tobias Huch als Protest gegen die Sperrungsverfügung der sechsten Zivilkammer und deren Auswirkungen auf die Rezipientenfreiheit beantragte einstweilige Verfügung gegen Arcor, die Arcor zur Sperrung der Suchmaschine Google verpflichten sollte, weil auch Google wie YouPorn den Zugriff auf eine Vielzahl von pornografischen Inhalten ohne ausreichende Altersverifikation ermögliche.
Am 8. Februar 2008 folgte die 12. Zivilkammer des Frankfurter Landgerichts der Argumentation des Oberlandesgerichts und hob im Hauptsacheverfahren die gegen Arcor erwirkte Sperrungsverfügung wieder auf, woraufhin Arcor die installierte DNS-Sperre von YouPorn entfernte.

### Sperrung gegen gutenberg.org (2018)
Seit dem 1. März 2018 sind alle Nutzer mit einer deutschen IPv4-Adresse vom Angebot gutenberg.org ausgeschlossen. Grund ist eine Klage des S.-Fischer-Verlages.

### Sperrung von kinox.to und weiterer Streaming-Portale (2018)
Constantin Film hat gegenüber Vodafone eine einstweilige Verfügung erwirken können, die verlangt, dass Vodafone allen Kabelkunden den Zugang zu kinox.to sperrt. Die Sperrung wirkt sich nicht auf DSL- und Mobilfunkkunden aus. Bei der Sperrung handelt es sich um eine DNS-Sperre, die allgemein als unwirksam gilt, da sie sich sehr leicht umgehen lässt. Vodafone ist gegen die einstweilige Verfügung beim Oberlandesgericht München vorgegangen. Das Oberlandesgericht bestätigte die Auffassung von Constantin Film, wodurch Vodafone weiterhin sperren muss. Seit dem 19. Dezember 2018 sperrt Vodafone auch die Portale Serienstream und Burning Series. Grund hierfür ist eine Beschwerde von Sky, dessen Serien auf diesen Portalen bereitgestellt werden. Darüber hinaus werden auch libgen.io und boerse.to gesperrt.

### Gründung der Clearingstelle Urheberrecht im Internet und Sperrung zahlreichen urheberrechtsverletztender Webseiten (2021)
Am 11. März 2021 wurde die Clearingstelle Urheberrecht im Internet (kurz CUII) vorgestellt. Dieser Verein ist ein Zusammenschluss deutscher Internetprovider und von Vertretern der Rechteinhabern. Ziel der CUII ist es, den Zugang zu Webseiten, die urheberrechtlich geschützte Inhalte illegal verbreiten, via DNS-Sperren zu verhindern. Allerdings gelten DNS-Sperren als relativ leicht umgehbar und sie sind mit dem Anstieg von verschlüsselten DNS-Auflösungsprotokollen zunehmend wirkungslos. Es wird kritisiert, dass man solchen Projekten nachhaltige Zensurmöglichkeiten im Internet schafft, die zum einen von Regierungen missbraucht werden können, zum anderen könnten diese Sperren als Vorbild für autoritäre Staaten sein, um ihre Zensur zu rechtfertigen.

### Sperrung von xHamster (2022)
Der Jugendmedienschutz-Staatsvertrag (JMStV) schützt unter anderem Kinder und Jugendliche vor Angeboten in Rundfunk und Telemedien, die deren Entwicklung oder Erziehung beeinträchtigen oder gefährden (§ 1 JMStV). Zuständig für die inhaltliche Kontrolle des privaten Rundfunks und im Internet (Telemedien) in Deutschland ist die Kommission für Jugendmedienschutz (KJM)(§ 14 JMStV). Am 3. März 2022 gab die KJM bekannt, dass die fünf größten deutschen Internet-Provider die Seite „de.xhamster.com“ sperren müssen. Die Internet-Provider lassen die Entscheidung ggf. von einem unabhängigen Gericht juristisch prüfen. Der nun erlassenen Sperrverfügung waren zweijährige Bemühungen der KJM gegen Anbieter pornografischer Inhalte im Internet vorausgegangen, deren Sitz sich im Ausland befindet und deren Websites eben auch in Deutschland abrufbar sind.

### Sperrung russischer Nachrichtenportale (2022)
Nach dem russischen Überfall auf die Ukraine  wurde am 2. März 2022 im Rahmen umfangreicher Sanktionen auf EU-Ebene das Verbot der Verbreitung russischer Staatsmedien beschlossen. Deutsche Internetprovider (wie z. B. Vodafone, O2, t-online oder HTP) setzen dies seit 4. März 2022 durch eine DNS-Sperre auf Grundlage § 7(3) TMG um, das seit der Änderung vom 13. Oktober 2017 nunmehr eine Sperrung durch behördlichen Verwaltungsakt vorsieht.

### Sperrung von al-Manar (2024)
Im Dezember 2024 erließ die Kommission für Jugendmedienschutz (KJM) eine Sperrverfügung gegen die arabisch- und englischsprachigen Webseiten von al Manar TV, des Propagandakanals der Terrororganisation Hisbollah. Diese Maßnahme wurde im Rahmen der Umsetzung des Jugendmedienschutz-Staatsvertrag durch die KJM beschlossen, um die Verbreitung von extremistischen Inhalten zu unterbinden.

## Gesetz zur Erschwerung des Zugangs zu kinderpornographischen Inhalten in Kommunikationsnetzen
Zur Sperrung von Kinderpornografie-Seiten im Internet schloss die Bundesregierung bereits am 17. April 2009 einen Vertrag mit fünf großen Internetprovidern. Internetangebote sollten von ihnen nach einer täglich aktualisierten Liste des Bundeskriminalamts (BKA) blockiert werden. Mit dem Gesetz zur Bekämpfung der Kinderpornografie in Kommunikationsnetzen sollten Zugangsanbieter (Provider) in Deutschland verpflichtet werden, den Zugang zu vom Bundeskriminalamt vorgegebenen Webseiten mit strafbaren Inhalten zu erschweren. Die Internetanbieter sollten laut dem Gesetz verpflichtet werden, die vom Bundeskriminalamt erstellten Sperrlisten geheim zu halten. Entsprechend einer nachträglichen Änderung des Gesetzentwurfs unter Justizministerin Brigitte Zypries sollten Zugriffsversuche auf diese Seiten auch zeitgleich protokolliert und zu Strafverfolgungszwecken genutzt werden können.
Gesperrt werden sollten gemäß § 8a Abs. 1 des Gesetzentwurfes Webseiten, die Kinderpornographie enthalten oder mit einem Hyperlink auf diese verwiesen: „Im Rahmen seiner Aufgaben als Zentralstelle nach § 2 des Bundeskriminalamtgesetzes führt das Bundeskriminalamt eine Liste über vollqualifizierte Domainnamen, Internetprotokoll-Adressen und Zieladressen von Telemedienangeboten, die Kinderpornographie nach § 184b des Strafgesetzbuchs enthalten oder deren Zweck darin besteht, auf derartige Telemedienangebote zu verweisen (Sperrliste).“
Im April 2011 entschied die Bundesregierung, das bereits beschlossene, aber nie angewendete Gesetz aufheben zu lassen. Die endgültige Aufhebung erfolgte am 1. Dezember 2011 durch Beschluss des Bundestags.

## Weitere geforderte oder geplante Sperrungen
Bereits vor dem Beschluss des Gesetzes waren mitunter Sperrforderungen aus den unterschiedlichsten Themengebieten vorgebracht worden.

### Vor dem Beschluss des Zugangserschwerungsgesetzes

#### Geplante Sperrungen rechtsextremer Webseiten in Sachsen-Anhalt (2008)
Die SPD in Sachsen-Anhalt will den Zugang zu rechtsextremen Webseiten sperren. In Schulen, Bildungs- und Jugendfreizeiteinrichtungen soll die Zugriffsmöglichkeit auf Webseiten mit rechtsextremistischen Inhalten gesperrt werden. Damit will man Rechtsextremen eine der wichtigsten Plattformen für ihre Propaganda nehmen. Innenminister Holger Hövelmann legte Ende 2008 eine Liste von aktuell 231 Webseiten vor, die zur Sperrung empfohlen werden. Diese Liste soll laufend fortgeschrieben werden.

#### Gewalt-Seiten
Nach dem Amoklauf von Winnenden regte die damalige Bundesbildungsministerin Annette Schavan (CDU) an, „Gewalt-Seiten“ sperren zu lassen. Dabei führte Schavan nicht näher aus, auf welche Art von Gewalt und der Darstellung derselben sie sich bezog: reale Gewalt, wie sie in der Kriegsberichterstattung zu sehen sein kann, fiktive Gewalt, wie sie in Filmen und Computerspielen zu sehen sein kann oder generell jegliche Form von Gewalt, sofern sie verherrlichend dargestellt und / oder kommentiert wird.

#### Urheberrechtlich bedenkliche Seiten
Von Vertretern der Musikindustrie, wie dem Vorstandsvorsitzenden des Bundesverbands Musikindustrie Dieter Gorny, wird das Sperren von Webseiten befürwortet. Diese erhoffen sich eine Ausweitung der Internet-Regulierungsmaßnahmen zum Schutz geistigen Eigentums.

#### Glücksspiele
Von Vertretern des Buchhandels und der hessischen Landesregierung werden Internetsperren für Glücksspielseiten und Urheberrechtsverletzungen gefordert.
Im Entwurf (Stand April 2011) des Glücksspieländerungsstaatsvertrages wurde in § 9, Abs. 1, Satz 3, Nr. 5 ausgeführt: [Die zuständige Behörde kann insbesondere] Diensteanbietern im Sinne des Telemediengesetzes, insbesondere Zugangsprovidern und Registraren, nach vorheriger Bekanntgabe unerlaubter Glücksspielangebote die Mitwirkung am Zugang zu den unerlaubten Glücksspielangeboten untersagen. Das Grundrecht des Fernmeldegeheimnisses (Artikel 10 der Grundgesetzes) wird insoweit eingeschränkt … Im überarbeiteten Entwurf vom 6. Oktober 2011 wurde diese Regelung gestrichen.

### Nach dem Beschluss des Zugangserschwerungsgesetzes
Noch am Abend der Gesetzesverabschiedung wurde bekannt, dass der Bundestagsabgeordnete und baden-württembergische CDU-Generalsekretär Thomas Strobl die Sperrung von Internetseiten auf sogenannte Killerspiele ausdehnen möchte: „Wir prüfen das ernsthaft“. Auch der innenpolitische Sprecher der CSU-Bundestagsfraktion, Hans-Peter Uhl, schließt die Ausweitung von Internetsperren auf nicht-kinderpornografische Inhalte nicht aus. In der nächsten Legislaturperiode wolle die CSU prüfen, „was darüber hinaus gemacht werden muss und ob die Methode funktioniert“. Der nordrhein-westfälische Ministerpräsident Jürgen Rüttgers (CDU) plädierte dafür, dass umstrittene Websites nicht erst gesperrt werden, wenn ein Gerichtsurteil vorliegt: „Jede Infrastruktur braucht ihre Straßenschilder“. Sachsen-Anhalts Justizministerin Angela Kolb-Janssen (SPD) plädiert für europaweite Internetsperren.
Am 9. Juli 2009 forderte Romani Rose, Vorsitzender des Zentralrats Deutscher Sinti und Roma, die Blockade auch auf „Hassseiten“ auszudehnen. Er trat dafür ein, dass entsprechende rechtsextremistische Inhalte ebenfalls durch das Bundeskriminalamt gesperrt würden. Wenn strafrechtlich relevantes Material blockiert werde, sei dies aus seiner Sicht keine Zensur.
In einem Interview mit der Online-Ausgabe des Hamburger Abendblatts kündigte Bundesfamilienministerin Ursula von der Leyen am 2. August 2009 an, weitere Inhalte bekämpfen zu wollen, etwa Beleidigungen. Die Meinungsfreiheit solle ihrer Aussage nach „im richtigen Maß“ erhalten bleiben. In einer Klarstellung äußerte das Ministerium, von der Leyen hätte kein konkretes Vorgehen gegen weitere Inhalte angekündigt.
Ende September 2009 empfahl der Expertenkreis Amok, die bestehenden Regelungen zu nutzen, um sämtliche absolut unzulässigen ausländischen Angebote auf die entsprechenden Listen zu setzen und die Internetprovider zu verpflichten, diese zu sperren.
Im Oktober 2009 kritisierten die Kinderschutzorganisationen UNICEF, ECPAT, Save the Children und Innocence in Danger in einer gemeinsamen Stellungnahme eine Koalitionsabsprache, die Websperren vorläufig zu stoppen und Löschungen vornehmen zu lassen. Die Websperren seien ein erster wichtiger Schritt, um Kinder und Jugendliche gegen sexuelle Ausbeutung in den Neuen Medien zu schützen. Die Inhalte auf ausländischen Servern zu löschen, sei zudem nicht möglich. Vertreten werden die Kinderschutzorganisationen durch ihre Dachorganisation European NGO Alliance for Child Safety Online.
Wolfgang Schäuble räumte im Oktober 2009 handwerkliche Fehler beim Zugangserschwerungsgesetz ein und erklärte, das Gesetz sei im Endspurt des Wahlkampfes auch deshalb entstanden, um die CDU gegenüber anderen Parteien abzusetzen.
Anfang April 2011 wurde bekannt, dass eines der zentralen Gründungsziele des Arbeitskreises gegen Internetsperren und Zensur umgesetzt wird: Die Bundesregierung beschloss, das Zugangserschwerungsgesetz abzuschaffen.

## Technische Schwächen
Die aktuelle technische Umsetzung der Sperrungen durch DNS-Hijacking ist nicht dazu geeignet, den Zugang zu den indizierten Seiten vollständig zu unterbinden, sondern erschwert diesen nur, da sich die Stoppseiten mit verhältnismäßig einfachen Mitteln umgehen lassen. Der vom Deutschen Bundestag als Experte geladene IT-Sicherheitsforscher Hannes Federrath bezeichnete die Internetsperren als „völlig wirkungslos“. Eine Möglichkeit, die Sperren zu umgehen, ist etwa die Nutzung unzensierter DNS-Server, wie sie beispielsweise von dem Verein Digitalcourage als Reaktion auf die Sperren in Deutschland eingerichtet wurden. Neben dem manuellen Eintragen alternativer DNS-Server ist auch das automatische Eintragen per Skript oder Registry-Datei selbst für IT-Laien möglich.